# Hemitesia neumanni
Cauda-cortada-do-quivu (Hemitesia neumanni) é uma espécie de ave da família Cettiidae.
Pode ser encontrada nos seguintes países: Burundi, República Democrática do Congo, Ruanda e Uganda.
Os seus habitats naturais são: regiões subtropicais ou tropicais húmidas de alta altitude.